# Comuna Poleanîțea, Bolehiv
Poleanîțea (în ucraineană Поляниця) este o comună în orașul regional Bolehiv, regiunea Ivano-Frankivsk, Ucraina, formată din satele Bubnîșce, Bukoveț și Poleanîțea (reședința).

## Demografie
Componența lingvistică a comunei Poleanîțea
     Ucraineană (100%)
Conform recensământului din 2001, toată populația comunei Poleanîțea era vorbitoare de ucraineană (100%).